# Ботово (Сергиево-Посадский район)
Ботово — деревня в Сергиево-Посадском районе Московской области России, входит в состав сельского поселения Березняковское.

## Население
| 1859 | 1886 | 1895 | 1905 | 1926 | 2002 | 2006 | 2010 |
| ---- | ---- | ---- | ---- | ---- | ---- | ---- | ---- |
| 200  | ↘190 | ↘152 | ↗200 | ↗208 | ↘36  | ↘31  | ↘22  |

## География
Деревня Ботово расположена на севере Московской области, в юго-восточной части Сергиево-Посадского района, примерно в 59 км к северу от Московской кольцевой автодороги и 15 км к востоку от станции Сергиев Посад Ярославского направления Московской железной дороги.
В 9 км западнее деревни проходит Ярославское шоссе М8, в 28 км к юго-западу — Московское малое кольцо А107, в 2 км к северо-востоку — Московское большое кольцо А108, в 16 км к югу — Фряновское шоссе Р110.
Ближайшие сельские населённые пункты — деревни Взгляднево, Воронино и Малинники.

## История
В «Списке населённых мест» 1862 года — деревня государевых волостей 1-го стана Александровского уезда Владимирской губернии по левую сторону Троицкого торгового тракта из города Алексадрова в Сергиевский посад Московской губернии, в 27 верстах от уездного города и становой квартиры, при Моклоковском овраге, с 33 дворами и 200 жителями (94 мужчины, 106 женщин).
По данным на 1895 год — деревня Ботовской волости Александровского уезда с 152 жителями (75 мужчин, 77 женщин). Основными промыслами населения являлись хлебопашество, выработка бумажных тканей и размотка шёлка, 10 человек уезжали в качестве прислуги на отхожий промысел.
По материалам Всесоюзной переписи населения 1926 года — деревня Охотинского сельсовета Шараповской волости Сергиевского уезда Московской губернии в 17,1 км от местного шоссе и 19,2 км от станции Сергиево Северной железной дороги; проживало 208 человек (102 мужчины, 106 женщин), насчитывалось 39 крестьянских хозяйств.
1927—1929 гг. — центр Ботовского сельсовета Шараповской волости.
С 1929 года — населённый пункт Московской области в составе:
- Малинниковского сельсовета Сергиевского района (1929—1930)[14],
- Малинниковского сельсовета Загорского района (1930—1954)[15],
- Березняковского сельсовета Загорского района (1954—1963, 1965—1991)[15][16][17],
- Березняковского сельсовета Мытищинского укрупнённого сельского района (1963—1965)[16],
- Березняковского сельсовета Сергиево-Посадского района (1991—1994)[17],
- Березняковского сельского округа Сергиево-Посадского района (1994—2006)[18],
- сельского поселения Березняковское Сергиево-Посадского района (2006 — н. в.)[19][20].